# 洪智傑
洪智傑（1979年3月20日—），出生於香港，是一位香港歌手和演員，EO2樂隊成员。代表作有電影《永久居留》等。

## 唱片
- 2002年：魅力移動（與E-kids，張詠詩合輯）

唱片公司：Stareast Music
- 2002年：我知道

唱片公司：Stareast Music
1. Computer Data File
2. 我知道 Music Video
3. 魅力移動（國）Music Video
4. 普通朋友 Music Video
5. 魂遊 Music Video
6. 普通朋友 (Rage Mix) Music Video
7. 我知道
8. Kiss Kiss - EO2/李蘢怡
9. 守護星
10. 魅力移動（國）
11. 第一次擁抱（國）
12. 普通朋友
13. 魂遊
14. 普通朋友 (Rage Mix)

- 2004年：EO2004

唱片公司：Stareast Music
1. 愛壞人
2. A Better Day
3. 兼職綁匪
4. Cheeze
5. 驚動
6. 大丈夫
7. 真要命（國）
8. 讓我對你好（國）
9. 尋人啟事（國）
10. 真愛入侵（國）
11. 重燃

- 2005年：Hang Over

唱片公司： StarJ Music
1. 大搖大擺
2. 內疚
3. 大搖大擺（大鑼大鼓mix）featuring Ghoststyle
4. 內疚（純鋼版）

- 2006年：EO2 STAND 4

唱片公司：Snazz Music Limited
1. 大難不死
2. 手忙腳亂
3. 京華春夢
4. 回憶攻略
5. 上上下下左左右右（B）(A)
6. 繼續唱

- 2008年11月11日：Ladies' Nite

唱片公司：Snazz Music Limited
1. Ladies' Nite
2. 一天
3. 舞林群英
4. 差不多先生
5. 男人的錯

## 電影
- 2002年--《無間道》
- 2002年--《飛虎雄師》
- 2003--《給他們一個機會》
- 2003--《一切由零開始》
- 2003--《大丈夫》
- 2006--《半醉人間》
- 2006--《危險人物》
- 2006--《高踭》
- 2006--《機動部隊II》
- 2006--《機動部隊III》
- 2009--《永久居留》飾 Windson
- 2010--《72家租客》
- 2011--《愛很爛》
- 2012--《2012我愛香港喜上加囍》

## 港台電視劇
- 2002 《鐵窗邊緣》
- 2003 《都市陷阱》
- 2003 《執法群英》
- 2005 《積金創未來》
- 2005 《反斗多聲道》
- 2006 《大廈風雲》

## TVB電視劇
- 2004--《赤沙印記@四葉草.2》
- 2009--《大冬瓜》

## 舞台劇
- 2004 商台森美小儀歌劇團《早安啊!曼克頓》
- 2006 《大煞風景》
- 2006 商台森美小儀歌劇團《Big Nose》

## 演唱會
- 2006 陳奕迅「Get A Life」演唱會表演嘉賓
- 2007 商業電台拉闊游擊音樂會「辣妹打怪獸」（與鄭融合作）
- 2008 鍾鎮濤演唱會表演嘉賓
- 2008 EO2 Ladies'Nite 演唱會
- 2009 林敏驄 林敏驄＜好歌.好友＞演唱會2009表演嘉賓
- 2022 《Drive In Ultra: LOVFINITY Vivienne Tam x Leon Lai Fashion Concert》（擔任模特兒肢體指導師）[4]

## 感情生活
洪智杰曾經透露過自己有一名前妻。洪智杰承認17歲時與認識兩個月的學妹發生了關係，後來女方懷孕，兩人在未婚情況下產下兒子，同年12月兩人辦婚禮，但並沒有註冊結婚。兩人同居13個月後因發現感情不合最後分手。
2008年，洪智杰宣布與小8歲的美國人，Leah Rogers交往。2014年，兩人最終在美國三藩市舉行世紀婚禮。兩人婚後育有一子一女。

## 其他
- 2004 ITU 香港國際三項鐵人賽（半奧運距離）
- 2004 TVB 香港步步創高峰-勇闖國金
- 2004 Reebok 15公里香港挑戰賽
- 2005 ITU 香港國際三項鐵人賽（繽紛距離）
- 2005 Columbia & Speedo Fashion Show
- 2005 Twist Fashion Show
- 2005 Wrangler Fashion Show
- 2006 體育節 半奧運距離三項鐵人賽（繽紛距離）

## 幕後
- 商台森美小儀歌劇團《早安啊！曼克頓》的舞蹈總監

## 獲獎
- 2008年：勁歌王年度總選頒獎典禮——勁歌王組合獎
- 2007年：新城勁爆頒獎禮2007——新城勁爆組合獎
- 2007年：RoadShow頒獎禮2007——至尊組合獎
- 2007年：TVB 2007年度十大勁歌金曲頒獎禮——組合銀獎
- 2006年：RoadShow頒獎禮2006——至尊組合獎>
- 2006年：TVB 2006年度十大勁歌金曲頒獎禮——組合銅獎
- 2006年：PM 第五屆夏日人氣歌手頒獎典禮——人氣實力跳舞組合獎
- 2006年：第三屆勁歌王年度總選頒獎典禮——勁歌王最佳跳舞勁合獎
- 2006年：君子雜誌——活力演繹獎>
- 2006年：車王雜誌
- 2006年：新城勁爆頒獎禮2006——新城勁爆組合獎
- 2006年：叱咤樂壇流行榜——叱吒樂壇組合銅獎
- 2005年：PM第四屆樂壇頒獎典禮——強勢跳舞組合
- 2005年：PM第四屆夏日人氣歌手頒獎典禮——人氣歌曲獎《繼續唱》
- 2004年：TVB紅星陸運會4 x 100米——銀牌
- 2004年：PM第三屆樂壇頒獎典禮——金曲獎《大搖大擺》
- 2004年：PM人氣奪標頒獎禮——人氣奪標金曲《A Better Day》
- 2004年：TVB 2003年度十大勁歌金曲頒獎禮——最受歡迎合唱歌曲（銅獎）《Kiss Kiss》
- 2003年：TVB 2003年勁歌金曲第一季季選——最受歡迎改編歌曲演繹獎《Kiss Kiss》
- 2003年：第二十五屆十大中文金曲——最有前途新人組合獎 - 金獎
- 2002年：TVB 2002年度十大勁歌金曲頒獎禮——最受歡迎新人組合（銀獎）
- 2002年：TVB 2002年度十大勁歌金曲頒獎禮——最受歡迎合唱歌曲（金獎）《魅力移動》
- 2002年：新城勁爆頒獎禮2002——新城勁爆新登場組合
- 2002年：PM新勢力頒獎禮——PM勁型火辣組合獎
- 2002年：TVB 2002年度勁歌金曲第四季季選——最受歡迎改編歌曲演繹獎《我知道》
- 2002年：TVB 2002年勁歌金曲第二季季選——最受歡迎合唱歌曲《魅力移動》
- 2002年：PM 新世紀最佳跳舞組合獎
- 2002年：E*plus 樂壇新人巡禮2002——新人賞
- 2002年：E*plus 樂壇新人巡禮——最具潛質組合獎